# ويزلي بريان
ويزلي بريان (بالإنجليزية: Wesley Bryan)‏ هو لاعب غولف أمريكي، ولد في 26 مارس 1990 في كولومبيا في الولايات المتحدة.

## وصلات خارجية
- الموقع الرسمي
- ويزلي بريان على موقع رابطة لاعبي الغولف المحترفين (الإنجليزية)
- ويزلي بريان على موقع رابطة اليابان للاعبي الغولف المحترفين (الإنجليزية)
- ويزلي بريان على موقع التصنيف العالمي الرسمي للغولف (الإنجليزية)